# Greene with Envy
Last Rites is de derde aflevering van het zesde seizoen van de televisieserie ER, die voor het eerst werd uitgezonden op 14 oktober 1999.

## Verhaal
Dr. Weaver stelt een nieuwe dokter en oude mentor aan, dr. Gabriel Lawrence. Dr. Greene denkt al snel dat dr. Lawrence het werk op de SEH niet aankan, dr. Weaver vermoedt dat dr. Greene dit uit jaloers oogpunt denkt. 
Dr. Kovac en Lucy Knight behandelen een vrouw die waarschijnlijk door haar man mishandeld is. Zij proberen haar te overtuigen dat zij met een gevaarlijke man samenleeft en moet vluchten. 
Als Jeanie Boulet toch tijdelijk de zorg mag dragen over de baby met hiv, besluit zij diezelfde dag te trouwen met haar verloofde Reggie Moore. Dit is misschien niet hoe ze het voorgesteld had maar dat maakt haar niet minder gelukkig.
Dr. Carter ontdekt dat Elaine Nichols een mastectomie moet ondergaan en probeert haar hier in te steunen.
Dr. Benton overlegt met zijn advocaat of hij een DNA-test moet laten uitvoeren, om zo duidelijkheid te krijgen over de vraag of hij de biologische vader is van Reese.
Dr. Greene en dr. Corday brengen samen voor het eerst samen de nacht door.

## Rolverdeling

### Hoofdrollen
- Anthony Edwards - Dr. Mark Greene
- Noah Wyle - Dr. John Carter
- Laura Innes - Dr. Kerry Weaver
- Eriq La Salle - Dr. Peter Benton
- Matthew Watkins - Reese Benton
- Alex Kingston - Dr. Elizabeth Corday
- Goran Višnjić - Luka Kovac
- Michael Michele - Dr. Cleo Finch
- Paul McCrane - Dr. Robert Romano
- Erik Palladino - Dr. Dave Malucci
- Alan Alda - Dr. Gabriel Lawrence
- John Doman - Dr. Carl Deraad
- Gloria Reuben - Jeanie Boulet
- Kellie Martin - Lucy Knight
- Julianna Margulies - verpleegster Carol Hathaway
- Conni Marie Brazelton - verpleegster Connie Oligario
- Yvette Freeman - verpleegster Haleh Adams
- Deezer D - verpleger Malik McGrath
- Laura Cerón - verpleegster Chuny Marquez
- Dinah Lenney - verpleegster Shirley
- Lyn Alicia Henderson - ambulancemedewerker Pamela Olbes
- Montae Russell - ambulancemedewerker Dwight Zadro
- Brian Lester - ambulancemedewerker Brian Dumar
- Emily Wagner - ambulancemedewerker Doris Pickman
- Kristin Minter - Randi Fronczak
- Khandi Alexander - Jackie Robbins
- Demetrius Navarro - Morales

### Gastrollen (selectie)
- Rebecca De Mornay -  Elaine Nichols
- Cress Williams - politieagent Reggie Moore
- Lawrence B. Adisa - neef van Josh
- Erich Anderson - Mr. Bradley
- Annie Grindlay - Mrs. Bradley
- Gregg Daniel - Mr. Powell
- Veralyn Jones - Mrs. Powell
- Erica Gimpel - Adele Newman
- Jennifer Morris - Lauren Johnson
- Andrew Rothenberg - Pauly Johnson
- Christine Tucci - Paula Trancoso van de Chicago Gazette